# حادثه اکتبر

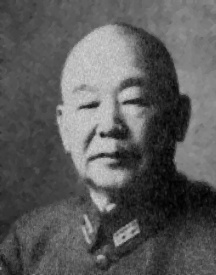
ساکوراکای

حادثه اکتبر (به ژاپنی: 十月事件 Jūgatsu Jiken) همچنین به عنوان حادثه پرچم انقلاب امپراتور (به ژاپنی: 锦旗 革命 事件 Kinki Jiken Kakumei) شناخته می‌شود، تلاش برای کودتای نافرجام در ژاپن ، در ۱ اکتبر سال ۱۹۳۱ میلادی، توسط انجمن‌های مخفی ساکوراکای در درون ارتش سلطنتی ژاپن است، این کودتای نافرجام توسط گروه غیرنظامی ملی‌گرا حمایت می‌شد.